# Louis Nicolas
Louis Nicolas (* 15. August 1634 in Aubenas; † 1682 (?)) war ein französischer Jesuitenmissionar in Kanada – er trat 1677 aus dem Orden aus –, der eine Algonkin-Grammatik und den Codex canadiensis hinterließ.

## Leben

### Angehöriger des Jesuitenordens (ab 1654), Missionstätigkeit (1664/67–1674/75)
Nicolas trat 1654 in Toulouse dem Jesuitenorden bei, erhielt 1663 die Priesterweihe und kam am 25. Mai 1664 als Missionar nach Neufrankreich, um dort bis 1675 zu bleiben. Zunächst ging er nach Sillery, um die Sprache der zu missionierenden Indianer zu erlernen, und um Theologie zu studieren. Doch floh er zweimal zu den Algonkin im Gebiet von Trois-Rivières.
Im August 1667 ging er auf seine erste Missionsreise. Sie führte in Begleitung von Père Claude Allouez zu den Ottawa. Die beiden blieben zunächst in Chagouamigon am Südwestufer des Oberen Sees, wo sie Sioux, Illinois und Huronen begegneten, doch Pater Allouez suchte sich bald ein weiter südlich gelegenes Missionsgebiet.
Am 21. Juni 1668 war Nicolas wieder in Québec. Dies hing möglicherweise damit zusammen, dass seine Oberen ihn wegen Brutalität gegen Indianer – die er „amériquains septentrionnaux“ (nördliche Amerikaner) nannte – und Vernachlässigung seiner eigentlichen Aufgaben zurückschickten. Zwar erhielt er nochmals Gelegenheit, an seinen Wirkungsort zurückzukehren, doch bereits 1669 wurde er einstweilen kaltgestellt.
Im nächsten Jahr erhielt er eine weitere Bewährungschance, diesmal aber in Begleitung von Pater Jean Pierron und bei den Agniers de Tionontoguen. 1671 war er jedoch wieder in Sillery und unterzeichnete Taufakten. Wahrscheinlich begann er während dieses erzwungenen Aufenthalts mit der Abfassung seiner Grammatik. Im Frühjahr 1673 unterbrach er dieses Werk und ging nach Sept-Îles, kehrte allerdings im Lauf des Sommers zurück. In diesen Monaten verfasste er seine Mémoire pour un missionnaire qui ira aux Sept Isles que les Sauvages appellent Manitounagouch ou bien Mantounok. 1673 und 1674 hielt er sich in Batiscan auf, wohl in einer wirtschaftlich-verwaltenden Tätigkeit. Ab 1674 tauchte er in den Registern der Jesuiten gar nicht mehr auf. Daher ist anzunehmen, dass er spätestens 1675 nach Frankreich zurückgekehrt ist.

### Austritt aus dem Jesuitenorden (1677), Publikationsversuche
Nun versuchte er seine Werke zu publizieren, doch der Orden verweigerte ihm die Genehmigung. So trat Nicolas 1677 aus dem Jesuitenorden aus. Sein letzter gesicherter Aufenthaltsort ist Albi 1678.
Sein Hauptinteresse galt weniger der Mission als der Landschaft und ihren Bewohnern, den Indianern im Gebiet der Großen Seen. Während seiner Tätigkeit in Nordamerika bereiste er das Gebiet zwischen dem Oberen See und Sept-Îles, zwischen Trois-Rivières und dem Gebiet südlich des Ontariosees. Er geriet dabei in Auseinandersetzungen, bei denen er sogar einen Häuptling der Odawa, Kinongé, mit einer Keule geschlagen haben soll. In Sillery bei Québec soll er sich ein Bärenjungenpaar gehalten haben, das er zähmte und dressierte, was seinen Ordensbrüdern wohl besonders missfiel.

### Codex canadiensis

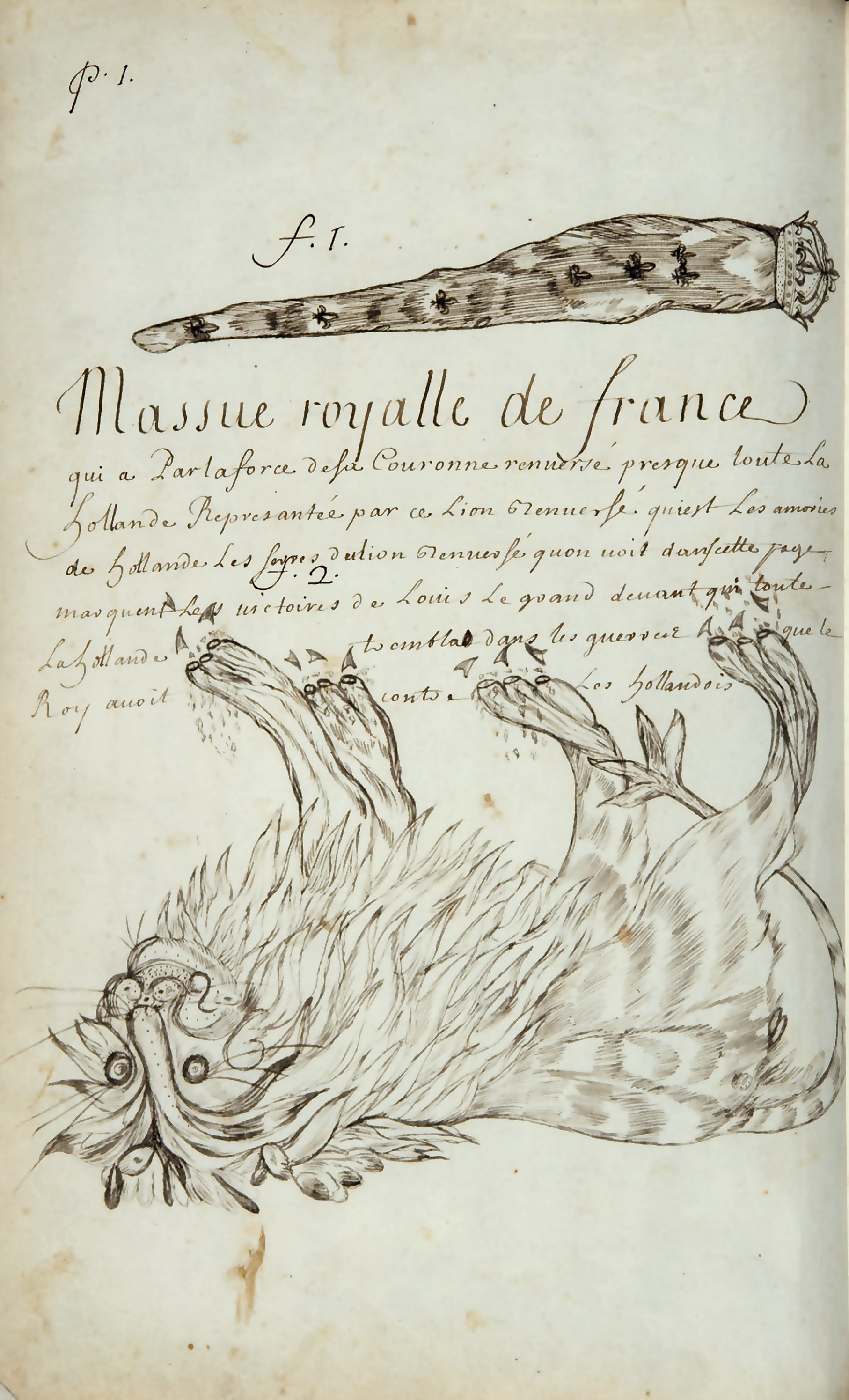
Seite 1 des Codex canadiensis, die den Sieg des französischen Königs über die Holländer, hier als Löwe, ihrem Wappentier, darstellt: „Massue royalle de France / qui a Par la force de sa Couronne renversé presque toute la / Hollande Represantée par ce Lion renversé qui est les amories / de Hollande. Les serres du lion renversé quon voit dans cette page / marquent les victoires de Louis Le grand devant qui toute / la Hollande trembla dans les guerres que le / Roy avoit contre les Hollandois.“

Nicolas gilt als Verfasser des Codex canadiensis, einer 79-seitigen Beschreibung von Pflanzen und Tieren, vor allem aber der Indianer der Region. Sie ist mit 180 Illustrationen von größter Bedeutung für die biologische, historische und ethnologische Wissenschaft. Dabei übernahm er Entwürfe und Konturen aus den Historiae canadensis seu Novae Franciae Libri Decem des Jesuiten François du Creux, erschienen in Paris 1666. Doch fügte er akribisch Tätowierungen, Pfeifenformen, Waffen und Schilde, Frisuren und Körperbemalungen hinzu. In geradezu ethnologischer Genauigkeit hielt er Werkzeug- und Kanutypen fest, deren unterschiedliche Formen er präzise bestimmten Stämmen zuordnete. Außerdem überliefert er das Aussehen einer Maske einer Heilergesellschaft, der False Face Society. Zudem enthält der Kodex eines der beiden einzigen überlieferten Porträts von Indianern aus der französischen Epoche, das von Häuptling Iskouakite der Ottawa.
Dazu kommen zahlreiche essbare Pflanzen sowie Tiere der Region, wie Bären und Elche, Otter, Biber und Robben. Auch Meerestiere bildete er ab, unterschied dabei aber nicht Meeressäuger von Fischen. Der Kodex wird heute vom Thomas Gilcrease Institute in Tulsa, Oklahoma aufbewahrt.

### Histoire naturelle,Grammaire algonquine
Sicher hat er zudem die Histoire Naturelle des Indes Occidentales verfasst sowie die besagte Grammaire algonquine. Sein Todesjahr ist ungewiss, doch vermutet man, dass er gegen 1700 verstarb, da der Codex canadiensis um diese Zeit entstand. Sollte der letzte datierbare Eintrag von fremder Hand stammen, könnte er allerdings auch schon in den 1680er Jahren gestorben sein.

## Filmbeiträge
- Jenny Keller, Lauren Kilroy-Ewbank: Codex Canadensis, 6:13 min